# Phủ Cố Luân Khác Tĩnh Công chúa

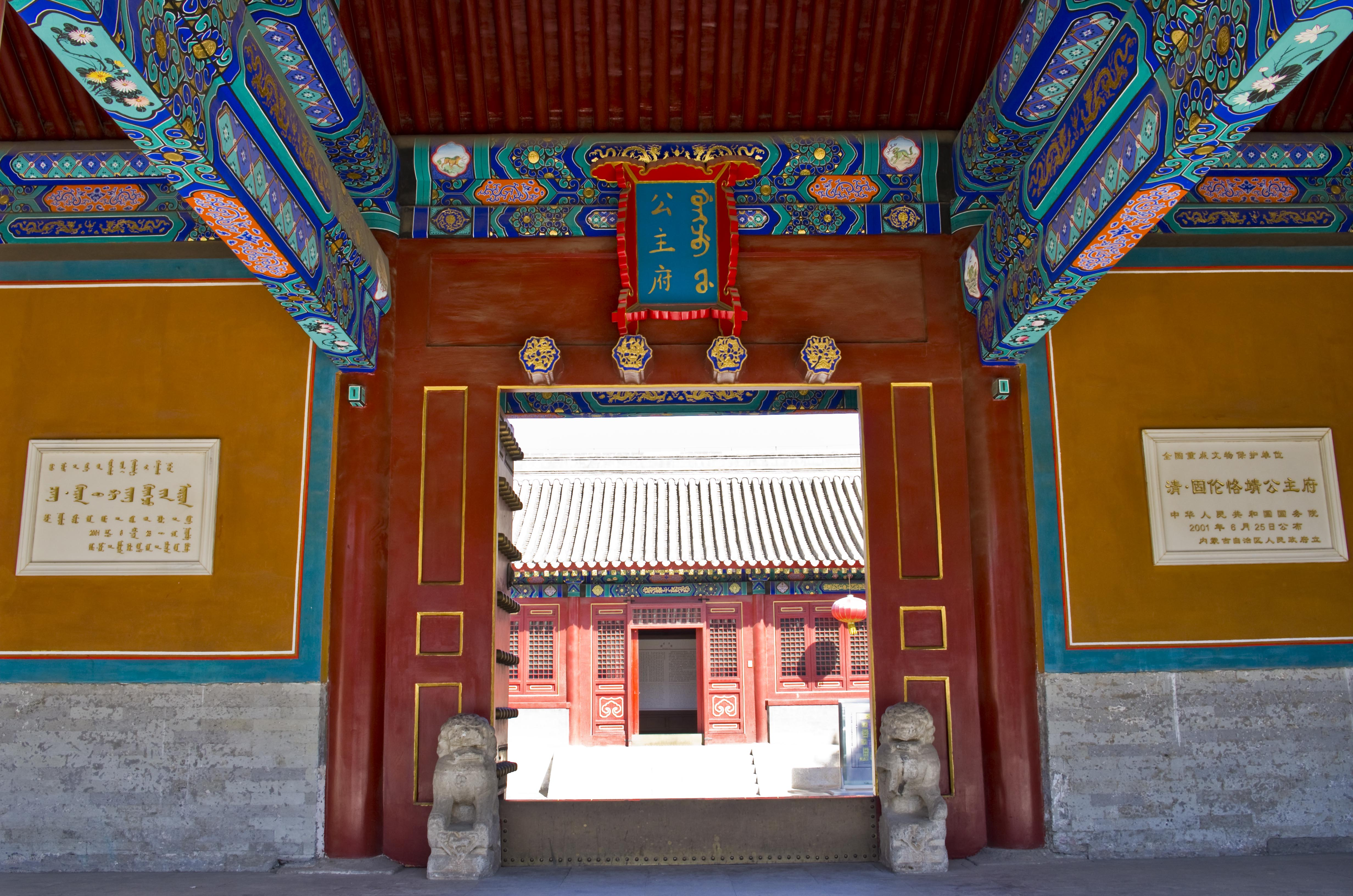
Cổng chính

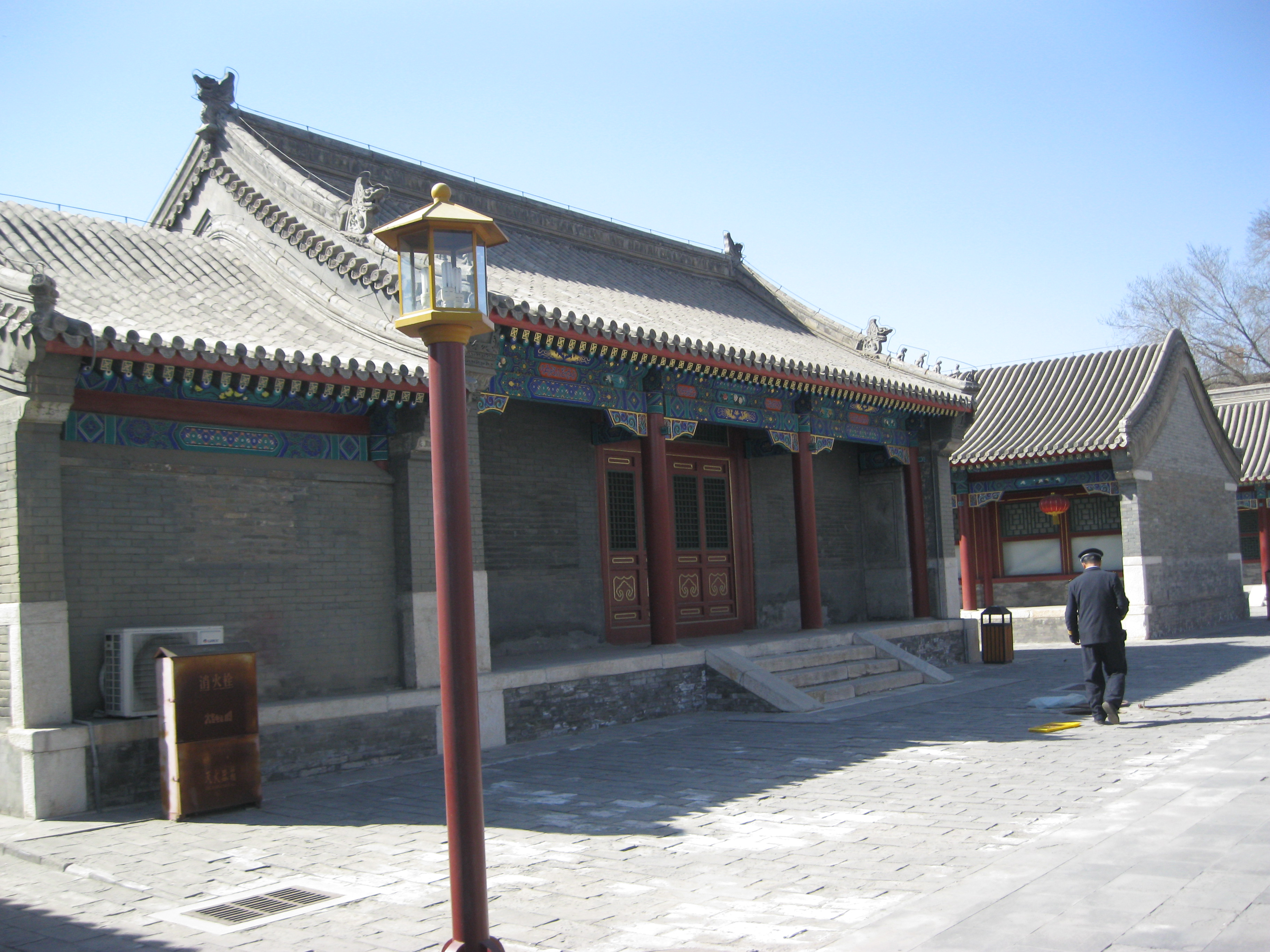
Tẩm điện

Cố Luân Khác Tĩnh Công chúa phủ (tiếng Trung: 固倫恪靖公主府; bính âm: Gùlún kèjìng gōngzhǔ fǔ) hay ban đầu được gọi là Hòa Thạc Khác Tĩnh Công chúa phủ (tiếng Trung: 和碩恪靖公主府; bính âm: Huóshuò kèjìng gōngzhǔ fǔ) là một quần thể tứ hợp viện thời nhà Thanh ở Nội Mông, Trung Quốc. Nơi đây hiện là Bảo tàng Thành phố Hồi Hột (tiếng Trung: 呼和浩特市博物館; bính âm: Hūhéhàotè shì bówùguǎn), lưu giữ hơn 1200 kiện văn vật. Nó được liệt kê là một Di tích Lịch sử và Văn hóa Chính được Bảo vệ ở Cấp Quốc gia.

## Lịch sử
Phủ đệ này là nơi ở của Cố Luân Khác Tĩnh Công chúa - con gái thứ sáu của Khang Hi Đế - sau khi kết hôn với Đa La Quận vương Đôn Đa Bố Đa Nhĩ Tể thuộc Bác Nhĩ Tế Cát Đặc thị, là một vương công quý tộc của Khách Nhĩ Khách thuộc Ngoại Mông. Vì chiến tranh giữa nhà Thanh và Cát Nhĩ Đan khiến Mạc Bắc Mông Cổ không an toàn cho Công chúa, vì vậy Khang Hy Đế đã lệnh cho bà ở tại Hồi Hột, khi đó được gọi là Quy Hóa thành (tiếng Trung: 归化城). Địa điểm xây dựng phủ đệ được chọn vào năm 1703, đây là giai đoạn tuyển chọn vị trí xây dựng, tính toán và chuẩn bị nguyên vật liệu; thông qua điều tra thực địa thì chọn vị trí cách cửa Bắc của Quy Hóa Thành chừng 2,5 km, nằm ở ngạn đông của sông Trát Đạt để xây phủ; Nội vụ phủ phái người vẽ bản phác thảo, tính toán tiền lương cần thiết, cuối cùng do Nội vụ phủ Lang trung Phật Bảo trình lên cho Khang Hy. Giai đoạn thứ hai là vào năm 1704, là giai đoạn chuẩn bị nhân công và vật liệu. Vào đầu năm, Khang Hi Đế đã lệnh cho các Đại thần Nội vụ phủ cùng với Hữu Vệ Tướng quân Phí Dương Cổ và Đô thống Quy Hóa thành Trát Lạp Khắc Đồ tiến hành chặt cây, san phẳng địa điểm đã chọn, chuẩn bị vật liệu, chiêu mộ thợ thủ công khắp nơi xung quanh Hồi Hột  để chuẩn bị cho công tác xây dựng. Giai đoạn cuối cùng là vào năm 1705, là giai đoạn thi công xây dựng. Sau khi chuẩn bị đầy đủ tất cả những thứ cần thiết, vào mùa xuân năm 1705 thì phủ Công chúa bắt đầu được bắt tay vào xây dựng. Sau khi được Nội vụ phủ trình báo, Khang Hi Đế đã phái Thượng tứ viện Chủ sự kiêm Nội quản lĩnh Thọ Thành đến giám sát việc xây dựng, đến tháng 9 cơ bản đã được hoàn thành.
Khi Công chúa mất, Phủ Công chúa là do hậu duệ của bà sống đến tận thời kỳ Mạc Thanh đầu thế kỷ 20. Năm 1923, nó được tiếp quản và sử dụng bởi Trường Sư phạm Thành phố Hồi Hột. Bảo tàng Hồi Hột đã mua lại khu phức hợp này vào năm 1990.
Năm 2001, khu phức hợp đã được xếp vào danh sách Di tích Lịch sử và Văn hóa Chính được Bảo vệ ở cấp Quốc gia bởi Cục Quản lý Di sản Văn hóa Nhà nước của Trung Quốc.

## Kiến trúc
Toàn thể phủ đệ có chiều dài 180m theo hướng bắc nam và 63m theo hướng đông tây. Nó được bố trí đối xứng theo hướng đông - tây, với trục trung tâm từ nam lên bắc có bức tường phủ điêu, lối vào chính, lối vào nghi lễ (giản thể: 仪门; phồn thể: 儀門; bính âm: Yí mén), chính điện, và Thùy Hoa môn (giản thể: 垂花门; phồn thể: 垂花門; bính âm: chuíhuā mén), tẩm điện (tức phòng ngủ) và một dãy nhà phía sau (tiếng Trung: 後罩房; bính âm: hòuzhào fáng). Mỗi sân trong số bốn sân trong và các tòa nhà dọc theo trục trung tâm được bao bọc bởi các tòa nhà bên đối diện.
Các dãy nhà chỉ cao một tầng và những bức tường rất dày để bảo vệ khỏi mùa đông lạnh giá trải qua ở Hohhot. Sảnh chính có cửa sổ dạng lưới truyền thống, trong khi phòng ngủ có cửa sổ cao sát tường có thể mở ra được. Ban đầu xây dựng tổng diện tích chiếm 600 mẫu, bao gồm cả phủ đệ, hoa viên ở phía đông cùng trường đua ngựa ở phía bắc, chế tác cực kì tinh xảo. Hiện nay, phủ Công chúa còn lại bức tường phù điêu, cửa phủ, nghi môn, phòng nghị sự, tẩm điện, nhà kho, điện phụ và các sân nhỏ tường vây khác, tổng cộng hơn 70 gian phòng cơ bản đều được bào tồn nguyên vẹn; là Phủ Công chúa thời Thanh được bảo tồn hoàn hảo nhất ở Trung Quốc, là quần thể Tứ hợp viện thời Thanh hoàn chỉnh nhất ở Tái ngoại.